# Space Brothers
Space Brothers (宇宙兄弟, Uchū Kyōdai) est un seinen manga écrit et dessiné par Chūya Koyama. Il est prépublié dans le magazine Morning de l'éditeur Kōdansha depuis décembre 2007, et quarante-cinq tomes sont sortis en juillet 2025. La version française est éditée par Pika Édition depuis octobre 2013.
Une adaptation en série télévisée d'animation produite par le studio A-1 Pictures a été diffusée entre avril 2012 et mars 2014 sur la chaîne NNS. L'anime est diffusé dans les pays francophones en streaming légal sur le site Anime Digital Network, anciennement Genzai, et également à la télévision sur la chaine J-One depuis octobre 2013. Un film live est également sorti le 5 mai 2012, et un film d'animation le 9 août 2014.
Le manga a reçu de nombreux prix au Japon, comme le 56e prix Shōgakukan et le 35e prix du manga Kōdansha.

## Synopsis
Un soir, étant enfant, Mutta et Hibito sont témoins d’un OVNI passant devant la lune. C’est alors qu’ils se promettent de devenir astronautes pour découvrir ce qui se cache au-delà de la Terre. Nous sommes au Japon en 2025. Les deux frères sont à un tournant de leur vie. Mutta a perdu son travail de designer dans l'automobile tandis qu'Hibito est devenu astronaute et va effectuer son premier voyage lunaire. Lorsque Hibito rappelle leur promesse à son grand frère, Mutta décide de la tenir en tentant de devenir astronaute.

## Personnages
Mutta Namba (南波 六太)
Le frère aîné de la famille Namba est né le 28 octobre 1993, lorsque le Japon a perdu les qualifications pour la Coupe du Monde 1994. Il a toujours voulu avoir une longueur d'avance sur son jeune frère, mais il a commencé à avoir des problèmes lorsqu'il a été congédié de son emploi. Il est ensuite choisi pour se joindre au programme des astronautes.
Hibito Namba (南波 日々人)
Le frère cadet de la famille Namba est né le 17 septembre 1996 lorsque le Japon a remporté la Ligue Majeure de Baseball. C'est un astronaute qui se prépare à une mission spatiale et qui soutient Mutta.
Kenji Makabe (真壁 ケンジ)
Un des compagnons de Mutta dans le programme de sélection des astronautes. Il vit avec sa femme et sa fille.
Serika Ito (伊東 せりか)
Un des compagnons de Mutta dans le programme de sélection des astronautes, Mutta est amoureux d'elle. Lorsqu'elle était jeune, son père souffrait de sclérose latérale amyotrophique (SLA). Après son décès, Serika est motivée à devenir astronaute et à mettre au point de nouveaux traitements pour les maladies rares à bord de la station spatiale internationale.

## Manga
Le manga est prépublié depuis janvier 2008 dans le magazine Morning, et le premier volume relié est publié par Kōdansha le 21 mars 2008.
Il est édité en version française par Pika Édition depuis octobre 2013, en italien par Star Comics.

## Anime

### Série télévisée
L'adaptation en série télévisée d'animation a été annoncée dans le numéro double 4/5 du magazine Morning sorti en décembre 2011. Composée de 99 épisodes, elle a été diffusée du 1er avril 2012 au 22 mars 2014 sur la chaîne NNS.
L'anime est disponible en streaming sur le site Crunchyroll en Amérique du Nord, et sur le site Anime Digital Network, anciennement Genzai, dans les pays francophones,. Depuis le 4 octobre 2013, l'anime est diffusé en simulcast j+1 sur la chaine J-One.

#### Fiche technique
- Réalisation : Ayumu Watanabe
- Studio d'animation : A-1 Pictures
- Musique : Toshiyuki Gotou
- Nombre d’épisodes : 99 (terminé)
- Durée : 25 minutes par épisode
- Chaîne de diffusion :
  - Japon : NNS
  - France : Plate-forme en ligne Anime Digital Network, J-One
- Date de première diffusion :
  - Japon : 1er avril 2012

### Film d'animation
La production d'un film d'animation a été annoncée en décembre 2013. Intitulé Space Brothers #0, celui-ci est sorti le 9 août 2014 et est une préquelle au manga.

### Doublage
| Personnages  | Personnages  | Voix japonaises   |
| ------------ | ------------ | ----------------- |
| Mutta Namba  | Mutta Namba  | Hiroaki Hirata    |
| Hibito Namba | Hibito Namba | Ken'ichirō Ōhashi |
| Nanba Mother | Nanba Mother | Mayumi Tanaka     |
| Nanba Father | Nanba Father | Chō               |
| Kenji Makabe | Kenji Makabe | Masayuki Katō     |
| Serika Itō   | Serika Itō   | Miyuki Sawashiro  |

## Film en prise de vues réelles
L'adaptation en film en prise de vues réelles a été annoncée dans le 17e numéro du magazine Morning sorti en mars 2011 pour une sortie en mai 2012,. Les deux principaux rôles ont été donnés à Shun Oguri et Masaki Okada, et la chanson-thème est Every Teardrop Is a Waterfall du groupe Coldplay,.
Cette adaptation a gagné le Best of Puchon and NH Nonghyup Citizen's Choice au 16e Puchon International Fantastic Film Festival.

## Accueil
Le manga a reçu le 56e prix Shōgakukan catégorie générale et le 35e prix du manga Kōdansha catégorie meilleur manga. Il a également été nommé deux fois pour le prix Manga Taishō, en 2009 et 2010,. Le tome 31 est nommé pour le Fauve d'or du Festival d'Angoulême 2021.